# Обербек, Антон
Антон Обербек (нем. Anton Oberbeck; 25 марта 1846, Берлин — 23 октября 1900, там же) — немецкий физик.

## Биография
Учился в Гейдельбергском и Берлинском университетах. В 1868 году в возрасте 22 лет защитил в последнем докторскую степень. Ученик Генриха Магнуса.
В 1870—1878 годах преподавал в средней школе им. Софии в Берлине. Принимал участие во франко-прусской войне (1870—1871).
Читал лекции в университетах Халле и Карлсруэ и проводил исследования в Грайфсвальдском и Тюбингенском университетах.
Известен как создатель устройства, применяемого для изучения вращательного движения, называемого маятником Обербека.